# ОАЭ на Олимпийских играх
ОАЭ впервые приняли участие в Олимпийских играх в 1984 году. По состоянию на 2020 год, ОАЭ участвовали в девяти летних Олимпийских играх и никогда не участвовали в зимних Олимпийских играх. В 2004 году на Олимпийских играх в Афинах спортсмен из ОАЭ Ахмед Аль Мактум выиграл в стрельбе золотую Олимпийскую медаль. Это первая и пока единственная золотая медаль, выигранная спортсменами ОАЭ на Олимпийских играх. Кроме того, на Олимпиаде 2016 года дзюдоист Серджу Тома стал вторым призёром Олимпийских игр в истории страны, завоевав бронзовую награду.
Национальный олимпийский комитет ОАЭ был создан в 1979 году и признан Международным олимпийским комитетом в 1980 году.

## Медалисты
| Медаль | Спортсмен        | Игры                | Вид спорта | Дисциплина         |
| ------ | ---------------- | ------------------- | ---------- | ------------------ |
| Золото | Ахмед Аль-Мактум | 2004 Афины          | Стрельба   | Дубль-трап         |
| Бронза | Серджу Тома      | 2016 Рио-де-Жанейро | Дзюдо      | до 81 кг (мужчины) |

## Медальный зачёт
| Игры                | Золото | Серебро | Бронза | Всего |
| ------------------- | ------ | ------- | ------ | ----- |
| 1984 Лос-Анджелес   | 0      | 0       | 0      | 0     |
| 1988 Сеул           | 0      | 0       | 0      | 0     |
| 1992 Барселона      | 0      | 0       | 0      | 0     |
| 1996 Атланта        | 0      | 0       | 0      | 0     |
| 2000 Сидней         | 0      | 0       | 0      | 0     |
| 2004 Афины          | 1      | 0       | 0      | 1     |
| 2008 Пекин          | 0      | 0       | 0      | 0     |
| 2012 Лондон         | 0      | 0       | 0      | 0     |
| 2016 Рио-де-Жанейро | 0      | 0       | 1      | 1     |
| 2020 Токио          | 0      | 0       | 0      | 0     |
| 2024 Париж          |        |         |        |       |
| Итого               | 1      | 0       | 1      | 2     |

### Медали по видам спорта
| Соревнование | Золото | Серебро | Бронза | Всего |
| ------------ | ------ | ------- | ------ | ----- |
| Стрельба     | 1      | 0       | 0      | 1     |
| Дзюдо        | 0      | 0       | 1      | 1     |
| Итого        | 1      | 0       | 1      | 2     |